# Remote Initial Program Load
Remote Initial Program Load (RIPL o RPL) es un protocolo para arrancar un computador y cargar su sistema operativo desde el servidor por medio de una red. Tal servidor corre un sistema operativo de red como LAN Manager, IBM LAN Server, Windows NT Server, Novell NetWare, Solaris o Linux.
El IBM LAN Server permite a los clientes (Solicitantes de RIPL)) cargar los sistemas operativos DOS u OS/2 desde la LAN por medio del protocolo 802.2/DLC.
RIPL es casi lo mismo que el Preboot Execution Environment (PXE), pero usa un método de carga basado en Novell NetWare. Fue desarrollado originalmente por IBM.